# ديدييه دوبويس (رياضياتي)
ديدييه دوبويس (بالفرنسية: Didier Dubois)‏ هو رياضياتي فرنسي، ولد في 1952.